# Videogiochi nel 1978

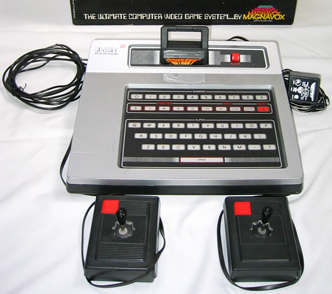
Odyssey²

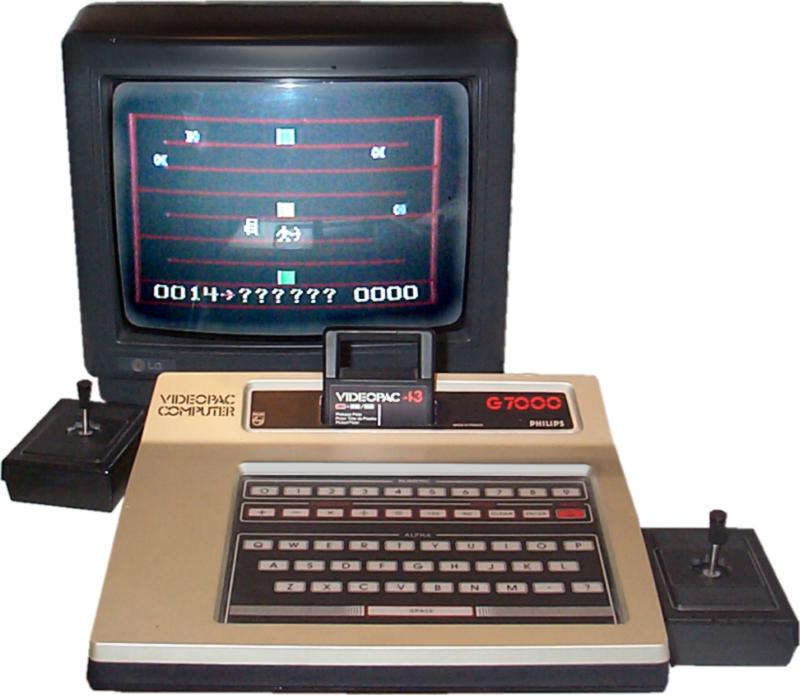
Videopac

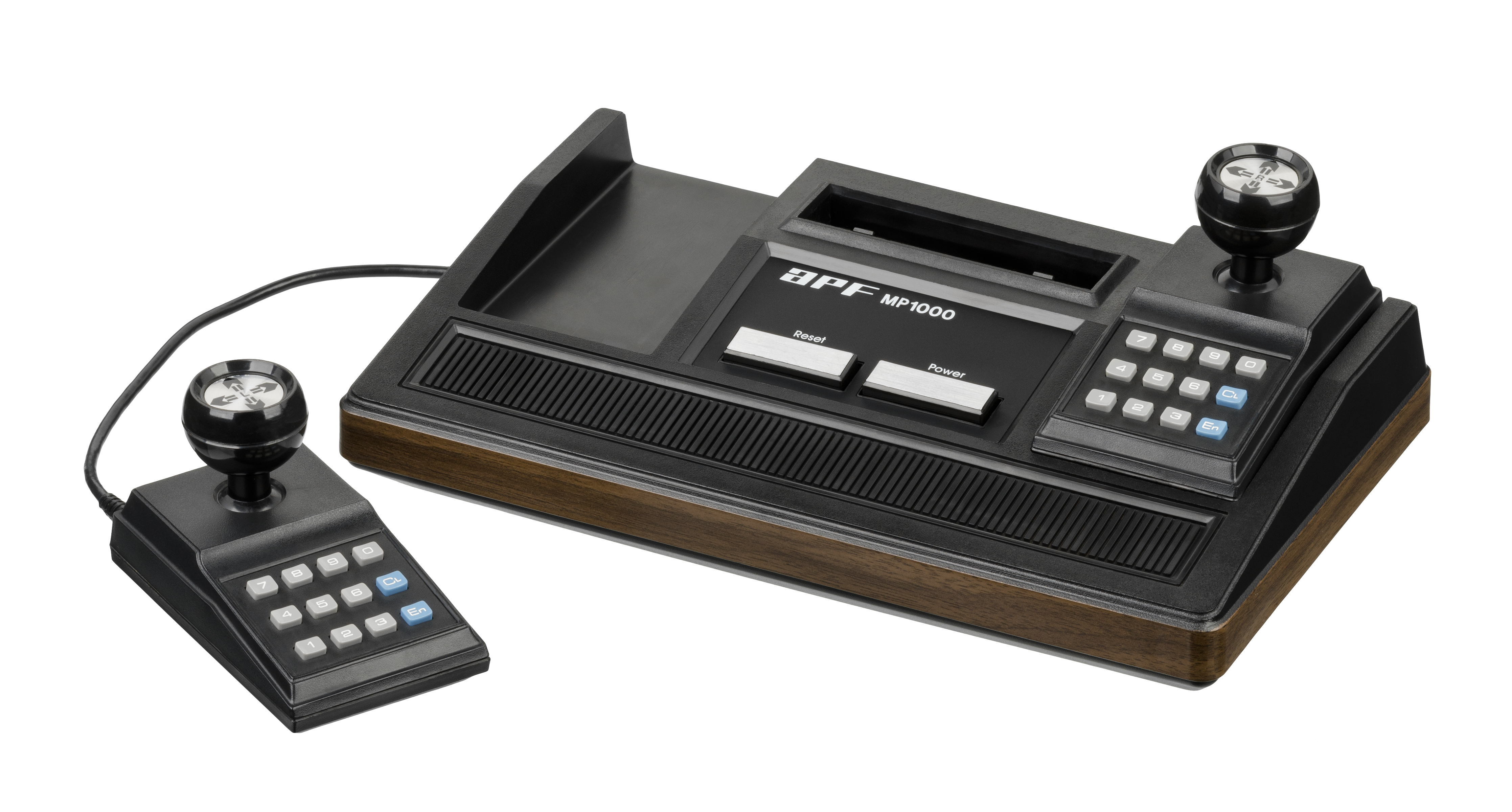
Interton VC 4000

Eventi rilevanti avvenuti nell'industria dei videogiochi nel 1978. 
Per un elenco delle voci su giochi usciti nell'anno vedi Categoria:Videogiochi del 1978.

## Eventi
- Atari mette in vendita l'Atari 2600 nel Regno Unito.
- Viene fondata la SNK.
- Viene fondata l'Epyx (come Automated Simulations).
- APF Electronics, Inc. presenta la console APF-M1000.
- Bally/Midway pubblica la console Bally Professional Arcade.
- Entreprex pubblica l'Apollo 2001.
- Interton pubblica la console Interton VC 4000.
- Magnavox pubblica la console Odyssey² (Philips Videopac) negli Stati Uniti d'America.
- Philips mette in vendita la console Philips Videopac in Europa.
- Nintendo pubblica la console Color TV Game 15 e il gioco arcade Computer Othello.
- Warner Communications' Atari introduce la trackball come controller nel videogioco Football; pubblica anche la console Pinball Game System.
- Midway spedisce le prime console Bally Astrocade.
- Taito presenta Space Invaders.[1]